# Birtadeurali
Birtadeurali (nep. बिर्तादेउराली) – gaun wikas samiti w środkowej części Nepalu w strefie Bagmati w dystrykcie Kavrepalanchok. Według nepalskiego spisu powszechnego z 2001 roku liczył on 509 gospodarstw domowych i 3323 mieszkańców (1664 kobiet i 1659 mężczyzn).